# Henri-Joseph Taskin
Henri-Joseph Taskin (Versalles, 24 d'agost, 1779 - París, 4 de maig, 1852), fou un músic francès.
Fou deixeble de Antoinette-Victorie Couperin, la seva tia, notable organista, i durant alguns anys patge-músic de Lluís XVI.
Va compondre molta música per a clave, més tres òperes que foren molt celebrades en el seu temps.